# Zwolsche Boys in het seizoen 1962/63
Het seizoen 1962/1963 was het 46e jaar in het bestaan van de Zwolse betaaldvoetbalclub Zwolsche Boys. De club kwam uit in de Tweede divisie A en eindigde daarin op de 14e plaats. Ook werd deelgenomen aan het toernooi om de KNVB beker, hierin werd de club in de tweede ronde uitgeschakeld door RBC (1–2).

## Wedstrijdstatistieken

### Oefenduels
| Datum + plaats          | Wedstrijd                              | Uitslag       | Scoreverloop                                                      |
| ----------------------- | -------------------------------------- | ------------- | ----------------------------------------------------------------- |
| 18 augustus 1962 Zwolle | Zwolsche Boys – Baronie                | 3 – 1 (? – ?) | Jan de Vries 1–0, Henk Schols 2–0, Henk Mulder 3–0, Van Knijf 3–1 |
|                         |                                        |               |                                                                   |
| 24 februari 1963 Zwolle | Zwolsche Boys – Nederlands jeugdelftal | 1 – 0 (? – 0) | Onbekend                                                          |

### Tweede divisie A
| 1e speelronde                                                               | Zwolsche Boys                                                                   | 2 – 1 (0 – 1) | Heerenveen                                                                                                 |
| 26 augustus 1962 Plaats: Zwolle Gemeentelijk Sportpark Toeschouwers: 4.000  | Jan de Vries 64' Henk Schols 77'                                                |               | 20' Piet Fleur                                                                                             |
| 2e speelronde                                                               | Alkmaar '54                                                                     | 2 – 2 (0 – 0) | Zwolsche Boys                                                                                              |
| 2 september 1962 Plaats: Alkmaar Alkmaarderhout Toeschouwers: 5.000         | Tibor Lőrincz 75' Siem Tijm 90'                                                 |               | –', 80' Karel van der Woude                                                                                |
| 3e speelronde                                                               | Vitesse                                                                         | 2 – 2 (0 – 1) | Zwolsche Boys                                                                                              |
| 16 september 1962 Plaats: Arnhem Nieuw-Monnikenhuize Toeschouwers: 6.500    | Jan Seelen 53', 73'                                                             |               | 45' Jan de Vries 77' Tjeerd Henstra                                                                        |
| 4e speelronde                                                               | Zwolsche Boys                                                                   | 0 – 0         | Be Quick                                                                                                   |
| 23 september 1962 Plaats: Zwolle Gemeentelijk Sportpark Toeschouwers: 5.000 |                                                                                 |               | |
| 5e speelronde                                                               | ZFC                                                                             | 0 – 0         | Zwolsche Boys                                                                                              |
| 30 september 1962 Plaats: Zaandam Westzanerdijk Toeschouwers: 2.500         |                                                                                 |               | |
| 6e speelronde                                                               | Zwolsche Boys                                                                   | 0 – 3 (0 – 3) | Stormvogels                                                                                                |
| 7 oktober 1962 Plaats: Zwolle Gemeentelijk Sportpark Toeschouwers: 4.000    |                                                                                 |               | 13', 44' Ko Bakker 40' Wim van Kampen                                                                      |
| 7e speelronde                                                               | Oldenzaal                                                                       | 1 – 1 (1 – 1) | Zwolsche Boys                                                                                              |
| 21 oktober 1962 Plaats: Oldenzaal Het Heuveltje Toeschouwers: 2.500         | Henk Kalsbeek 44'                                                               |               | 19' Gerard Lippold                                                                                         |
| 8e speelronde                                                               | Zwolsche Boys                                                                   | 0 – 0         | Tubantia                                                                                                   |
| 28 oktober 1962 Plaats: Zwolle Gemeentelijk Sportpark Toeschouwers: 4.000   |                                                                                 |               | |
| 9e speelronde                                                               | AGOVV                                                                           | 2 – 0 (1 – 0) | Zwolsche Boys                                                                                              |
| 4 november 1962 Plaats: Apeldoorn Berg & Bos Toeschouwers: 3.500            | Henk Kanselaar 15' Sietze de Vries 86'                                          |               | |
| 10e speelronde                                                              | Zwolsche Boys                                                                   | 1 – 0 (1 – 0) | De Graafschap                                                                                              |
| 18 november 1962 Plaats: Zwolle Gemeentelijk Sportpark Toeschouwers: 3.500  | Karel van der Woude 19'                                                         |               | |
| 11e speelronde                                                              | Wageningen                                                                      | 0 – 2 (0 – 2) | Zwolsche Boys                                                                                              |
| 25 november 1962 Plaats: Wageningen Wageningse Berg Toeschouwers: 3.000     |                                                                                 |               | 30', –' Karel van der Woude                                                                                |
| 12e speelronde                                                              | Zwolsche Boys                                                                   | 0 – 1 (0 – 0) | N.E.C. |
| 2 december 1962 Plaats: Zwolle Gemeentelijk Sportpark Toeschouwers: 4.500   |                                                                                 |               | 87' Hans Verhagen                                                                                          |
| 13e speelronde                                                              | Zwolsche Boys                                                                   | 2 – 4 (1 – 0) | VSV |
| 23 december 1962 Plaats: Zwolle Gemeentelijk Sportpark Toeschouwers: 1.500  | Karel van der Woude 7', 73'                                                     |               | 54', 85' Fred André 72', 87' Ger van Dolder                                                                |
| 14e speelronde                                                              | KFC                                                                             | 4 – 1 (1 – 1) | Zwolsche Boys                                                                                              |
| 26 december 1962 Plaats: Koog aan de Zaan Breestraat Toeschouwers: 1.500    | Hans Paauwe 39' Dick Bosschieter 72', 88' Cees Molenaar 82' (pen.)              |               | 7' Jan de Vries                                                                                            |
| 15e speelronde                                                              | Leeuwarden                                                                      | 4 – 2 (3 – 0) | Zwolsche Boys                                                                                              |
| 17 maart 1963 Plaats: Leeuwarden Gemeentelijk Sportpark Toeschouwers: 4.000 | Ben de Vries 3', 18' Dirk Roelfsema 14', 60'                                    |               | 48' Herman Lafaille 50' Ben Hendriks                                                                       |
| 16e speelronde                                                              | Zwolsche Boys                                                                   | 0 – 2 (0 – 0) | Zwartemeer                                                                                                 |
| 24 maart 1963 Plaats: Zwolle Gemeentelijk Sportpark Toeschouwers: Onbekend  |                                                                                 |               | 62', 76' Tonny Roosken                                                                                     |
| 17e speelronde                                                              | Zwartemeer                                                                      | 1 – 1 (1 – 0) | Zwolsche Boys                                                                                              |
| 30 maart 1963 Plaats: Klazienaveen Mr. Ovingstraat Toeschouwers: 3.000      | Tonny Roosken 33'                                                               |               | 65' Herman Lafaille                                                                                        |
| 18e speelronde                                                              | Heerenveen                                                                      | 2 – 0 (1 – 0) | Zwolsche Boys                                                                                              |
| 7 april 1963 Plaats: Heerenveen Gemeentelijk Sportpark Toeschouwers: 2.000  | Henk Hartkamp 39' Hans Zwart 88' (pen.)                                         |               | |
| 19e speelronde                                                              | Zwolsche Boys                                                                   | 0 – 3 (0 – 1) | Alkmaar '54                                                                                                |
| 13 april 1963 Plaats: Zwolle Gemeentelijk Sportpark Toeschouwers: 2.500     |                                                                                 |               | 12' Siem Tijm 52' Jan Kooge 90' Piet Buis                                                                  |
| 20e speelronde                                                              | Zwolsche Boys                                                                   | 0 – 1 (0 – 1) | Leeuwarden                                                                                                 |
| 15 april 1963 Plaats: Zwolle Gemeentelijk Sportpark Toeschouwers: 1.000     |                                                                                 |               | 40' Marius Delgrosso                                                                                       |
| 21e speelronde                                                              | Zwolsche Boys                                                                   | 2 – 0 (1 – 0) | Vitesse |
| 28 april 1963 Plaats: Zwolle Gemeentelijk Sportpark Toeschouwers: 3.000     | Karel van der Woude 14' Rein van Veen 87'                                       |               | |
| 22e speelronde                                                              | Be Quick                                                                        | 0 – 1 (0 – 0) | Zwolsche Boys                                                                                              |
| 5 mei 1963 Plaats: Groningen Esserberg Toeschouwers: 3.500                  |                                                                                 |               | 55' Herman Lafaille                                                                                        |
| 23e speelronde                                                              | Zwolsche Boys                                                                   | 0 – 1 (0 – 1) | ZFC |
| 12 mei 1963 Plaats: Zwolle Gemeentelijk Sportpark Toeschouwers: 3.000       |                                                                                 |               | 37' Piet Out                                                                                               |
| 24e speelronde                                                              | Stormvogels                                                                     | 3 – 2 (2 – 1) | Zwolsche Boys                                                                                              |
| 19 mei 1963 Plaats: IJmuiden Schoonenberg Toeschouwers: 1.000               | Piet van Duivenbode 35', 40' Bert van Wooning 87'                               |               | 6' Karel van der Woude 50' Henk Overmars                                                                   |
| 25e speelronde                                                              | Zwolsche Boys                                                                   | 2 – 2 (0 – 0) | Oldenzaal                                                                                                  |
| 23 mei 1963 Plaats: Zwolle Gemeentelijk Sportpark Toeschouwers: 2.500       | Freek Schutten 51' Gerard Lippold 62'                                           |               | 73' Willem Oude Alink 90' Henny Hulsink                                                                    |
| 26e speelronde                                                              | Tubantia                                                                        | 1 – 7 (0 – 1) | Zwolsche Boys                                                                                              |
| 26 mei 1963 Plaats: Hengelo Veldwijk Toeschouwers: 2.000                    | Frans Olde Riekerink 48'                                                        |               | 35' Tjeerd Henstra 50', 75' Karel van der Woude 52', 66' Rein van Veen 54' Henk Mulder 73' Herman Lafaille |
| 27e speelronde                                                              | Zwolsche Boys                                                                   | 2 – 3 (1 – 2) | AGOVV |
| 1 juni 1963 Plaats: Zwolle Gemeentelijk Sportpark Toeschouwers: 5.000       | Karel van der Woude 27' Freek Schutten 78'                                      |               | 12' Henk Kanselaar 28' Dick van Ekeren 59' Joop Hartjes                                                    |
| 28e speelronde                                                              | De Graafschap                                                                   | 2 – 3 (0 – 2) | Zwolsche Boys                                                                                              |
| 3 juni 1963 Plaats: Doetinchem De Vijverberg Toeschouwers: 2.200            | Chris Hartjes 59' Jan Roes 65'                                                  |               | 25' Tjeerd Henstra 26' Rein van Veen 55' Karel van der Woude                                               |
| 29e speelronde                                                              | Zwolsche Boys                                                                   | 4 – 2 (3 – 1) | KFC |
| 5 juni 1963 Plaats: Zwolle Gemeentelijk Sportpark Toeschouwers: 2.000       | Gerard Lippold 11', –' Freek Schutten Karel van der Woude 90'                   |               | Dick van Vlierden 71' Cees Molenaar                                                                        |
| 30e speelronde                                                              | Zwolsche Boys                                                                   | 4 – 1 (1 – 0) | Wageningen                                                                                                 |
| 9 juni 1963 Plaats: Zwolle Gemeentelijk Sportpark Toeschouwers: 2.500       | Herman Lafaille 27' Rein van Veen 52' Tjeerd Henstra 71' Freek Schutten 74'     |               | 87' Gerrit van de Weerthof                                                                                 |
| 31e speelronde                                                              | VSV                                                                             | 4 – 0 (1 – 0) | Zwolsche Boys                                                                                              |
| 12 juni 1963 Plaats: Velserbroek Schoonenberg Toeschouwers: 800             | Ted Immers 30', –' Fred André Ger Farenhorst                                    |               | |
| 32e speelronde                                                              | N.E.C.                                                                          | 6 – 0 (4 – 0) | Zwolsche Boys                                                                                              |
| 16 juni 1963 Plaats: Nijmegen Goffertstadion Toeschouwers: 8.000            | Hans Verhagen 1', 19', 45' Bert Gieben 23' Tini van Reeken 61' Cor Smulders 90' |               | |

### KNVB beker
| 1e ronde                                                   | BVV                                              | 0 – 1 (0 – 0)        | Zwolsche Boys           |
| 13 oktober 1962 Plaats: Zwolle Gemeentelijk Sportpark      |                                                  |                      | 76' Karel van der Woude |
| 2e ronde                                                   | RBC                                              | 2 – 1 (1 – 1, 0 – 0) | Zwolsche Boys           |
| 16 december 1962 Plaats: Roosendaal Gemeentelijk Sportpark | Pierre van Hal 65' (pen.) Cor van Zandvliet 100' |                      | 80' Karel van der Woude |

## Statistieken Zwolsche Boys 1962/1963

### Eindstand Zwolsche Boys in de Nederlandse Tweede divisie A 1962 / 1963
| Stand | Gespeeld | Gewonnen | Gelijk | Verloren | Punten | Doelpunten voor | Doelpunten tegen |
| ----- | -------- | -------- | ------ | -------- | ------ | --------------- | ---------------- |
| 14e   | 32       | 9        | 8      | 15       | 26     | 43              | 58               |

| #      | Naam                | Goal |
| ------ | ------------------- | ---- |
| 1.     | Karel van der Woude | 13   |
| 2.     | Herman Lafaille     | 6    |
| 3.     | Gerard Lippold      | 5    |
| 4.     | Tjeerd Henstra      | 4    |
| 4.     | Freek Schutten      | 4    |
| 4.     | Rein van Veen       | 4    |
| 7.     | Jan de Vries        | 3    |
| 8.     | Ben Hendriks        | 1    |
| 8.     | Henk Mulder         | 1    |
| 8.     | Henk Overmars       | 1    |
| 8.     | Henk Schols         | 1    |
| Totaal | Totaal              | 43   |

| #      | Naam                | Goal |
| ------ | ------------------- | ---- |
| 1.     | Karel van der Woude | 2    |
| Totaal | Totaal              | 2    |

| #      | Naam         | Goal |
| ------ | ------------ | ---- |
| 1.     | Henk Mulder  | 1    |
| 1.     | Henk Schols  | 1    |
| 1.     | Jan de Vries | 1    |
| Totaal | Totaal       | 3    |

### Punten per tegenstander
|       | AGOVV | Alkmaar '54 | Be Quick | De Graafschap | Heerenveen | KFC | Leeuwarden | N.E.C. | Oldenzaal | Stormvogels | Tubantia | Vitesse | VSV | Wageningen | ZFC | Zwartemeer |
| ----- | ----- | ----------- | -------- | ------------- | ---------- | --- | ---------- | ------ | --------- | ----------- | -------- | ------- | --- | ---------- | --- | ---------- |
| Thuis | 0     | 0           | 1        | 2             | 2          | 2   | 0          | 0      | 1         | 0           | 1        | 2       | 0   | 2          | 0   | 0          |
| Uit   | 0     | 1           | 2        | 2             | 0          | 0   | 0          | 0      | 1         | 0           | 2        | 1       | 0   | 2          | 1   | 1          |

### Doelpunten per tegenstander
|       | AGOVV | Alkmaar '54 | Be Quick | De Graafschap | Heerenveen | KFC | Leeuwarden | N.E.C. | Oldenzaal | Stormvogels | Tubantia | Vitesse | VSV | Wageningen | ZFC | Zwartemeer | Totaal |
| ----- | ----- | ----------- | -------- | ------------- | ---------- | --- | ---------- | ------ | --------- | ----------- | -------- | ------- | --- | ---------- | --- | ---------- | ------ |
| Thuis | 2     | 0           | 0        | 1             | 2          | 4   | 0          | 0      | 2         | 0           | 0        | 2       | 2   | 4          | 0   | 0          | 19     |
| Uit   | 0     | 2           | 1        | 3             | 0          | 1   | 2          | 0      | 1         | 2           | 7        | 2       | 0   | 2          | 0   | 1          | 24     |
|       |       |             |          |               |            |     |            |        |           |             |          |         |     |            |     |            | 43     |